# Limnophora minuscula
Limnophora minuscula är en tvåvingeart som först beskrevs av Wulp 1896.  Limnophora minuscula ingår i släktet Limnophora och familjen husflugor. Inga underarter finns listade i Catalogue of Life.